# Itajahy-Assú
Itajahy-Assú är en flod i staten Santa Catharina sydöst om Brasilien.
I den fruktbara floddalen ligger flera tidigare tyska kolonier, bland annat Blumenau, dit Itajahy-Assú är segelbar.